# Dowell
Dowell es una villa ubicada en el condado de Jackson en el estado estadounidense de Illinois. En el Censo de 2010 tenía una población de 408 habitantes y una densidad poblacional de 402,89 personas por km².

## Geografía
Dowell se encuentra ubicada en las coordenadas 37°56′23″N 89°14′22″O / 37.93972, -89.23944. Según la Oficina del Censo de los Estados Unidos, Dowell tiene una superficie total de 1.01 km², de la cual 1.01 km² corresponden a tierra firme y (0.26%) 0 km² es agua.

## Demografía
Según el censo de 2010, había 408 personas residiendo en Dowell. La densidad de población era de 402,89 hab./km². De los 408 habitantes, Dowell estaba compuesto por el 99.51% blancos, el 0% eran afroamericanos, el 0% eran amerindios, el 0% eran asiáticos, el 0% eran isleños del Pacífico, el 0% eran de otras razas y el 0.49% pertenecían a dos o más razas. Del total de la población el 1.47% eran hispanos o latinos de cualquier raza.